# Resultados do Carnaval de Vitória em 2010
Este é o resultado do carnaval de Vitória em 2010.

## Grupo Único
Independente de Boa Vista se sagrou campeã pela primeira vez. Rosas de Ouro, Andaraí e Chegou O Que Faltava foram rebaixadas de grupo.
| Legenda: Campeã Rebaixada |

| Col. | Escola                       | Enredo                                                                                           | Pontos |
| ---- | ---------------------------- | ------------------------------------------------------------------------------------------------ | ------ |
| 1    | Independente de Boa Vista    | Nem tudo que reluz é ouro, nem tudo que balança cai                                              | 250,8  |
| 2    | Novo Império                 | Das mãos que forjaram o passado aos cérebros que pensam o futuro: IFES – um século de excelência | 249    |
| 3    | Mocidade Unida da Glória     | Deixei de ser moderna para ser eterna… Brasília! Da profecia de Dom Bosco à realidade de JK      | 249    |
| 4    | Pega no Samba                | Das Trevas à Luz do Conhecimento – a arte de educar                                              | 247,2  |
| 5    | Jucutuquara                  | O Espírito Santo Azul                                                                            | 245,6  |
| 6    | Barreiros                    | Na Evolução dos Transportes Barreiros avança através dos Tempos                                  | 241,7  |
| 7    | Independente de São Torquato | Na fanfarra ou na folia meu prazer é você rir, no balanço deste trem vou brincando até Muqui     | 236,9  |
| 8    | Piedade                      | Do Maraú e Andirá, os Maués Celebram a Energia Wara-ná                                           | 235,6  |
| 9    | Imperatriz do Forte          | Adonai El Libano: Plantai em todas as terras a árvore do amor                                    | 234,5  |
| 10   | Tradição Serrana             | Fogão, lenha, brasa, o amor se conquista pela boca                                               | 221,7  |
| 11   | Rosas de Ouro                | Rosas brancas, Rosas vermelhas, Rosas amarelas! E no Carnaval tem Rosas de Ouro na avenida       | 212,1  |
| 12   | Andaraí                      | O pão nosso de cada Povo argamassa da vida e medula dos mortais                                  | 211,1  |
| 13   | Chegou o Que Faltava         | Docete Omnes Gentes: A Academia vai ao samba                                                     | 209,8  |